# Callista (weekdieren)
Callista is een geslacht van tweekleppigen uit de  familie van de Veneridae. De wetenschappelijke naam werd in 1791 gepubliceerd door Giuseppe Saverio Poli.

## Soorten
- Callista accincta Römer, 1864
- Callista bardwelli Clench & Mclean, 1936
- Callista brevisiphonata Carpenter, 1865
- Callista chinensis Holten, 1802
- Callista chione (Linnaeus, 1758)
- Callista costata Dillwyn, 1817
- Callista diemenensis (Hanley, 1844)
- Callista disrupta (G.B. Sowerby II, 1853)
- Callista erycina (Linnaeus, 1758)
- Callista erycinella (Lamarck, 1818)
- Callista eucymata Dall, 1890
- Callista festiva (G.B. Sowerby II, 1851)
- Callista florida Lamarck, 1818
- Callista gotthardi Dunker, 1865
- Callista grata Deshayes, 1853
- Callista hagenowi (Dunker, 1849)
- Callista impar Lamarck, 1818
- Callista kingii (Gray in King, 1827)
- Callista maculata (Linnaeus, 1758)
- Callista multiradiata Sowerby, 1851
- Callista multistriata (G.B. Sowerby II, 1851)
- Callista phasianella Deshayes, 1854
- Callista pilsbryi Habe, 1960
- Callista piperita (G.B. Sowerby II, 1851)
- Callista planatella Lamarck, 1818
- Callista politissima Kuroda, 1945
- Callista roscida Gould, 1861
- Callista roseotincta (E. A. Smith, 1885)
- Callista semisulcata Sowerby, 1851
- Callista spuma (Röding, 1798)
- Callista squalida Sowerby, 1835
- Callista umbonella (Lamarck, 1818)